# Снегоуборочная машина (путевая машина)

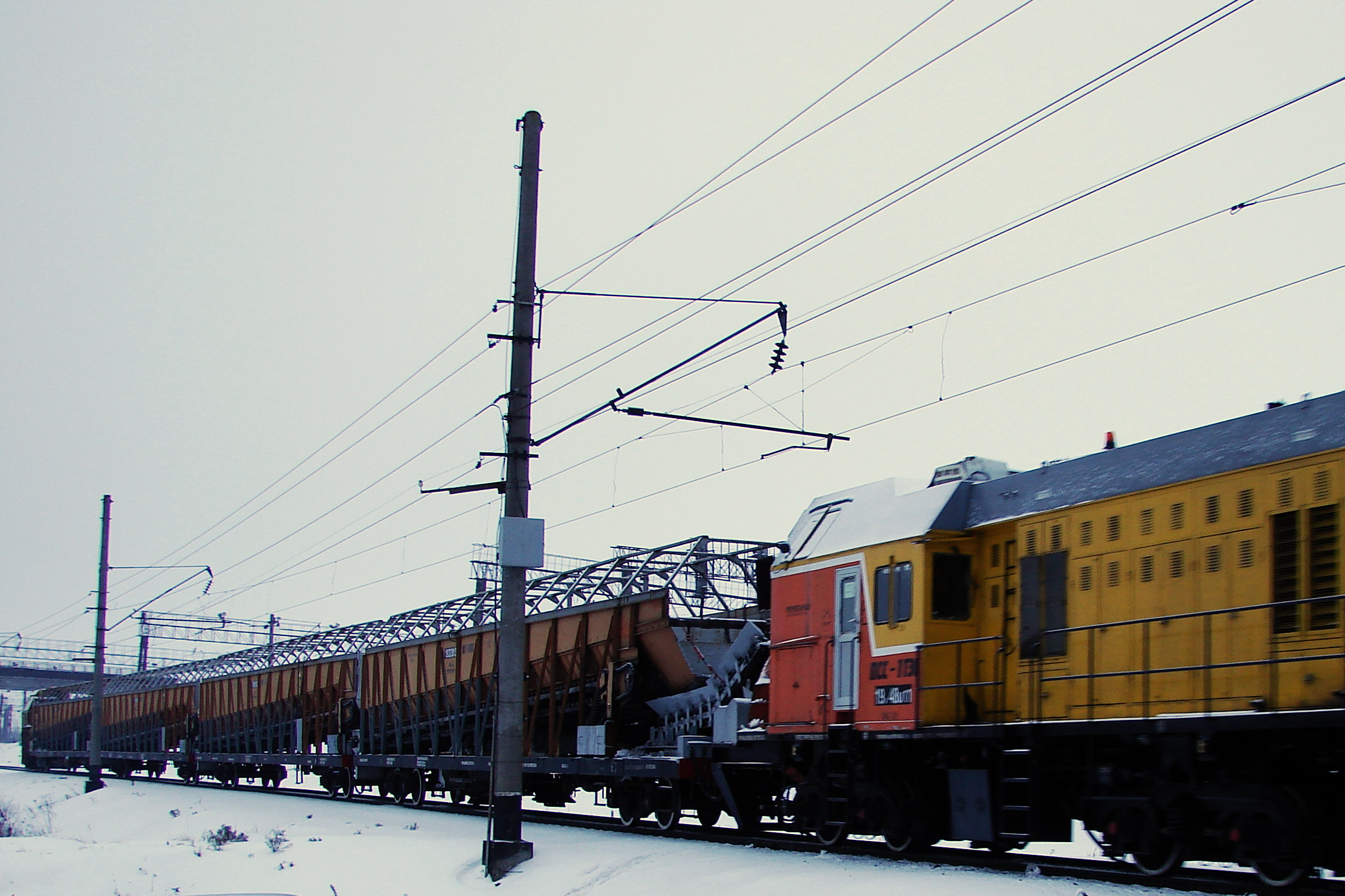
Многовагонный снегоуборочный поезд

Снегоуборочная машина — путева́я машина для уборки со станционных путей и стрелочных переводов снега и мусора и для транспортировки их к месту выгрузки.

## История
Первоначально борьба с заносами на путях велась с помощью заграждений: вдоль путей создавались живые и искусственные изгороди, замедлявшие нанос снега. Очистка путей выполнялась вручную или с помощью лошадей.
Первые снегоочистители на российских паровозах появились после открытия Николаевской железной дороги в 1851 году. Однако идея ставить на паровоз специальное устройство для сбрасывания снега с пути появилась намного раньше, а её автором стал поэт Александр Пушкин. Ещё во время испытаний Царскосельской железной дороги в 1836 году он нарисовал эскиз снегоочистителя.
Первые машинные путевые снегоочистительные механизмы появились на железных дорогах Российской Империи в 1879 году. В этом году был построен плуговой снегоочиститель, смонтированный на паровозе. В том же году создали и испытали опытный образец роторного снегоочистителя. Оба типа снегоочистителей отбрасывали снег с путей в сторону, их применяли в основном на перегонах. На развитых станционных путях мест для отбрасывания снега могло не быть, надо было его вывозить.
Также для нарезания и расчистки кюветов применялись струговые путевые машины, имевшие мощные управляемые боковые крылья.
Для очистки станционных стрелочных переводов в период 1930-х годов применялись приспособления для растапливания снега, стационарные и в виде поездов. При необходимости снеготаялки работали с цистернами, куда сливалась талая вода. Для растапливания снега использовались керосиновые горелки. С 1980-х годов эта идея получила развитие в виде стационарных электрообогревателей, смонтированных на ответственных узлах стрелочных переводов.
Также появились пневматические снегоочистители, которые отбрасывают снег с помощью мощных вентиляторов или сжатого воздуха. Стационарные конструкции предназначены для очистки подвижных элементов стрелок. В них имеется стационарный компрессор и набор шлангов к ответственным подвижным узлам стрелок. Также существуют подвижные поездные пневмоочистители, оснащенные мощными вентиляторами для выбрасывания снега и мусора с путей струей воздуха. Например, такие аппараты выпускаются под маркой ПОМ-1М.
Первая снегоуборочная машина с погрузкой снега на платформы, стоящие на соседнем пути, была предложена в России в 1910 году. В 1930-е годы начали массово строить снегоуборочные поезда современного вида: вычищенный с путей снег по транспортерам подавался в грузовые вагоны с перемещением снега вдоль поезда транспортерами. В конце 1950-х — начале 1960-х в СССР создают первые снегоуборочные поезда современной конструкции СМ-2. Впоследствии созданы их модификации СМ-4, СМ-5, СМ-6, СМ-7, ПСС-1. Это высокомеханизированные путевые машины для очистки станционных путей, вывоза и выгрузки снега.
По мере развития автомобильно-железнодорожного транспорта появились путевые машины на базе автомобилей на комбинированном ходу оснащенные снегоуборочным оборудованием для чистки железнодорожных путей.

## Классификация
Для очистки путей от снега используют:
- многовагонные снегоуборочные поезда:
  - прицепные — перемещаются локомотивом или локомобилем
  - самоходные — у головной машины которых одна из тележек приводная, с двумя тяговыми электродвигателями
- одновагонные самоходные снегоуборщики

## Принцип работы
На многовагонных снегоуборочных машинах в передней части головной машины находится щёточный барабан (ротор-питатель) или подрезной нож, расположенный поперек пути. Снег подаётся на загрузочный конвейер, который транспортирует его в промежуточные полувагоны, стоящие за головной машиной, или в бункер, установленный на головной машине. В обоих случаях снег поступает на пластинчатый конвейер-накопитель, лента которого движется со скоростью в 10—20 раз меньшей, чем скорость ленты загрузочного конвейера, в результате чего толщина слоя снега на конвейере-накопителе в 10—20 раз больше, чем на загрузочном конвейере и достигает двух метров. Вдоль промежуточных полувагонов проходят наклонные пластинчатые конвейеры, выступающие за торцевые стенки, перекрывая конвейер соседнего полувагона, поэтому снег перемещается из одного полувагона в другой вдоль всего состава, пока не достигнет последнего разгрузочного полувагона. Сколку льда и уплотнённого снега производят находящиеся в средней части головной машины льдоскалывающие устройства. Разрыхлённый лёд или снег при втором проходе снегоуборочной машины забирается рабочим органом. Для увеличения ширины захвата впереди машины с обеих сторон рамы в вертикальной плоскости шарнирно крепятся крылья, в рабочем положении расположенные под острым углом к оси пути и сдвигающие снег с междупутий в колею. В транспортном положении крылья поднимаются вверх, поворачиваются и складываются вдоль рамы машины в пределах габарита. Для улучшения очистки междупутий головные машины оснащены боковыми щётками, расположенными в рабочем положении также под острым углом к направлению движения машины. Если боковые щётки находятся в середине машины, для очистки пути необходимы два рабочих прохода: при первом снег щётками забрасывается с междупутья в колею, при втором — снег забирается рабочим органом. На ряде машин боковые щётки вместе с приводом крепятся на задней стороне каждого крыла, и машина очищает путь за один проход. В концевом полувагоне имеются лопастной рыхлитель и поворотный ленточный конвейер, который при очистке пути размещается под фермой машины, а для разгрузки поворачивается перпендикулярно ферме. Рыхлитель, вращаясь, подаёт снег на ленту поворотного конвейера, с которого снег отбрасывается в сторону на 6—10 метров.
В одновагонных снегоуборочных машинах рабочие органы (такие же, как у многовагонных), а также разгрузочные устройства находятся в одном большегрузном полувагоне. Такие снегоуборочные машины имеют небольшую длину, хорошую манёвренность и используются главным образом для очистки стрелок и окологорочных путей. Разгрузку осуществляет выбросной ротор, который вращается вокруг оси, параллельной продольной оси машины, и снег, подаваемый наклонным скребковым конвейером с пластинчатого конвейера, отбрасывается ротором в сторону на 20—30 метров.

## Модели

### СМ-2

Снегоуборочная машина СМ-2. Вагон СМ-2 ГМ (головная машина)

Снегоуборочная машина СМ-2М. Вагон СМ-2М ГМ (головная машина)

Снегоуборочный поезд СМ-2 предназначен для очистки и уборки станционных путей и стрелочных переводов от снега и льда зимой, и от мусора и других загрязнений — летом. Помимо базового исполнения выпускались исполнения СМ-2М и СМ-2А.
В состав снегоуборочного поезда входят:
- головная машина;
- первый промежуточный полувагон;
- второй промежуточный полувагон;
- концевой полувагон.

Головная машина предназначена непосредственно для очистки путей и оборудована:
- крыльями с боковыми щетками;
- питателем для забора снега;
- льдоскалывателями;
- дизель-генератором для обеспечения энергией электродвигателей рабочих органов поезда;
- компрессором для питания воздухом пневмоцилиндров.

Промежуточные полувагоны служат ёмкостями для сбора снега и загрязнителей. Перемещение снега и загрязнителей вдоль поезда производится ленточными и пластинчатыми транспортерами.
Концевой полувагон служит для выгрузки снега и засорителей поперечным выбросным транспортером с роторами-метателями. Разгрузка может производиться в обе стороны от оси пути на расстоянии 5-10 м в пределах станции или вне неё, в движении или на стоянке.
Для передвижения поезда применяется локомотив любой серии. Между локомотивом и снегопоездом устанавливается связь по радиостанции. Управление рабочими органами поезда осуществляется из кабин управления головной машины и концевого полувагона. При необходимости возможна эксплуатация поезда из трёх единиц: головной машины, одного промежуточного полувагона и концевого полувагона.
Компрессоры, установленные на ряде снегоуборочных машин, подают сжатый воздух пневматической системе привода рабочих органов. Для обеспечения требований безопасности пневматическая рабочая магистраль снегоуборочной машины не соединяется с тормозной или питательной магистралью локомотива — выход из строя компрессора может привести к прекращению работы машины. Поэтому правильные эксплуатация и уход за компрессором имеют большое значение.

### СМ-М2
Одновагонная снегоуборочная машина для снегоуборочных работ на линиях метрополитена. Оснащена кабинами управления с обеих сторон. Предназначена для уборки снега с парковых путей по всей ширине балластной призмы и из-под контактного рельса, с главных путей на открытых линиях метрополитенов и уборки мусора на парковых и главных путях, а также для обдува сжатым воздухом стрелочных переводов. Машина снабжена рабочими органами (щётками), загрузочным устройством и бункером для снятого снега. Известно о постройке трёх машин СМ-М2 (порядковые номера от 001 до 003) и одной модификации СМ-М2М (порядковый номер следующий, то есть 004). Все СМ-М2 приписаны Московскому метрополитену, а СМ-М2М — Новосибирскому.

СМ-М2 в депо Красная Пресня
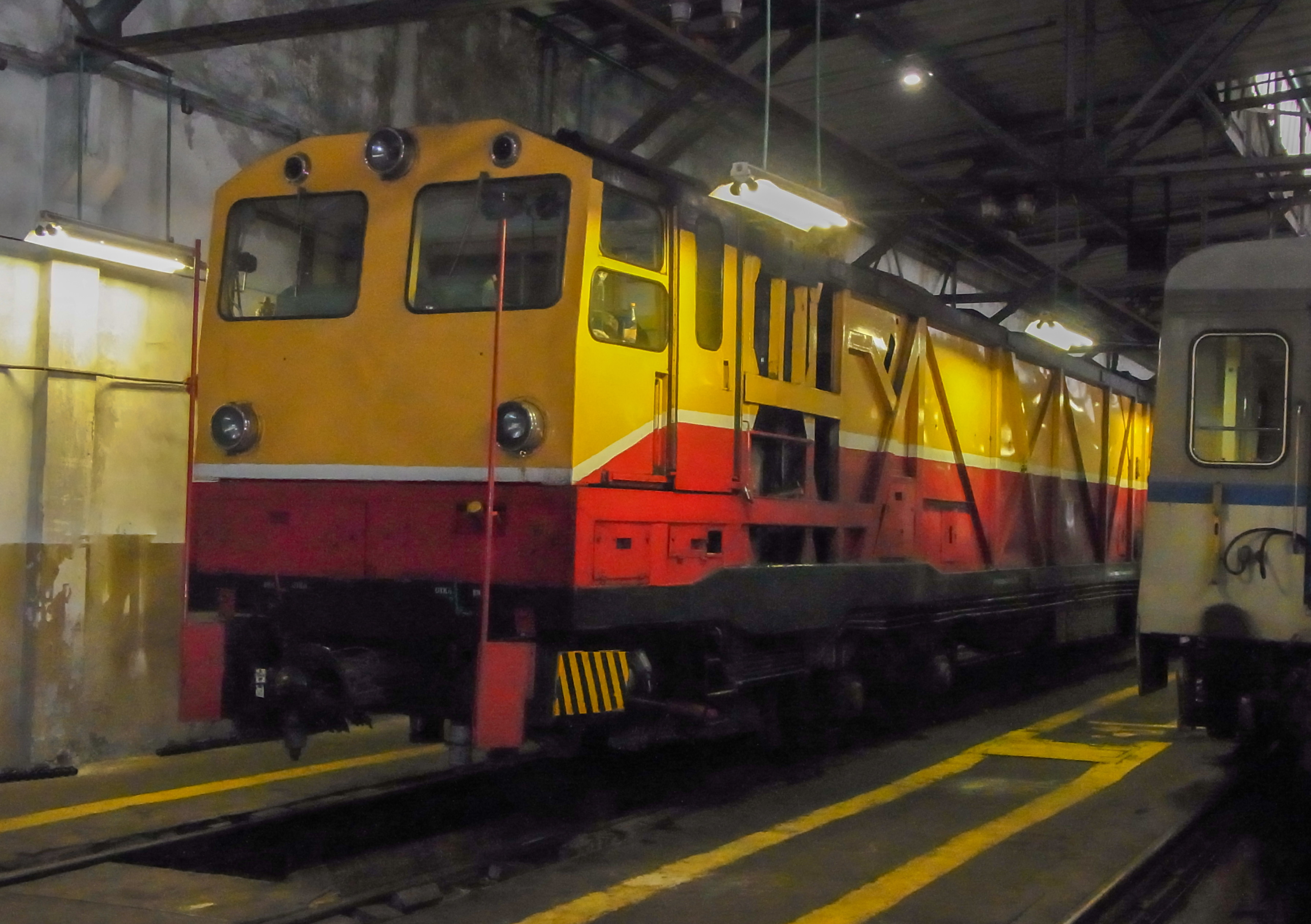
СМ-М2-002 в депо Красная Пресня
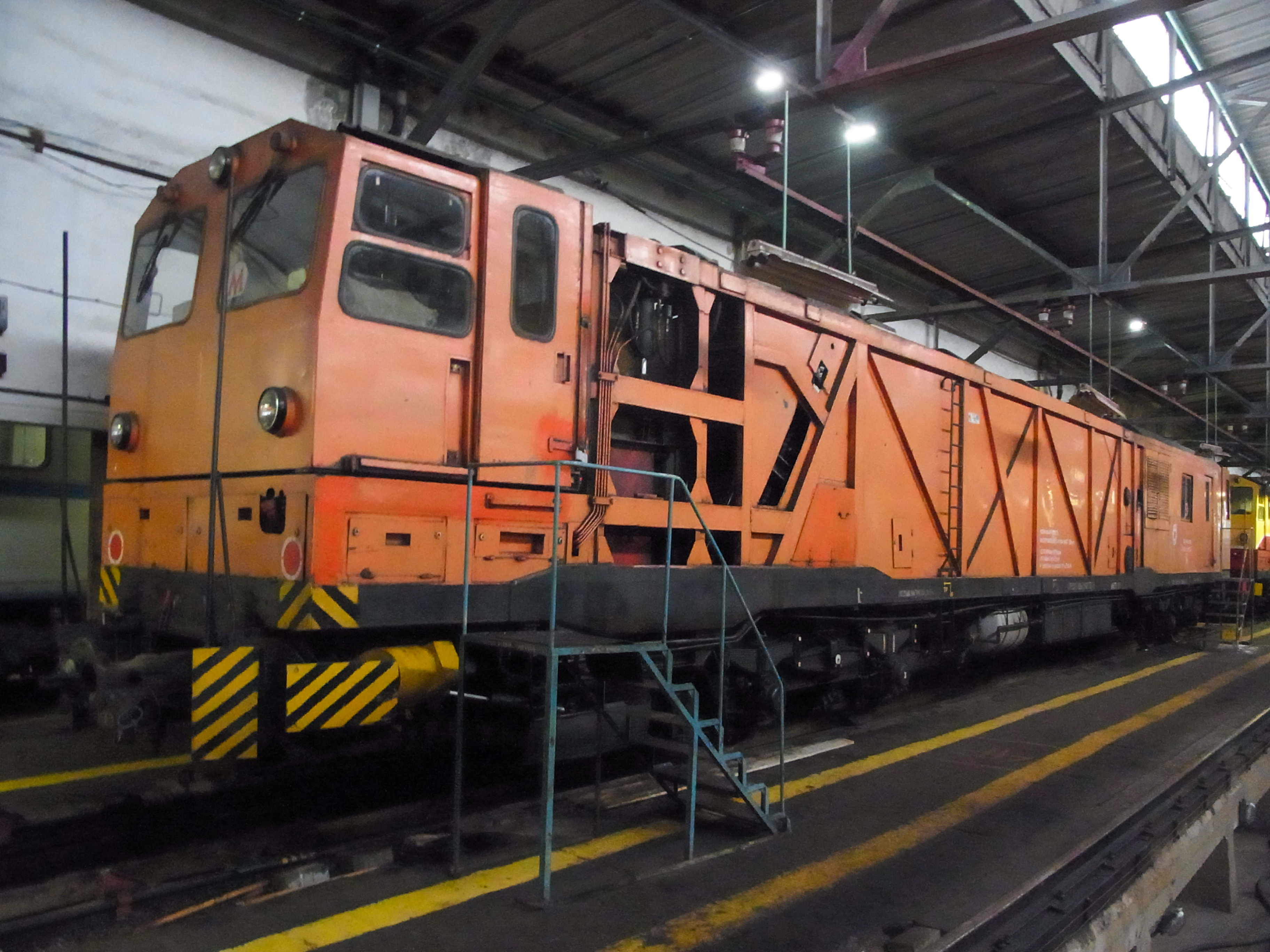
СМ-М2-003 в депо Красная Пресня
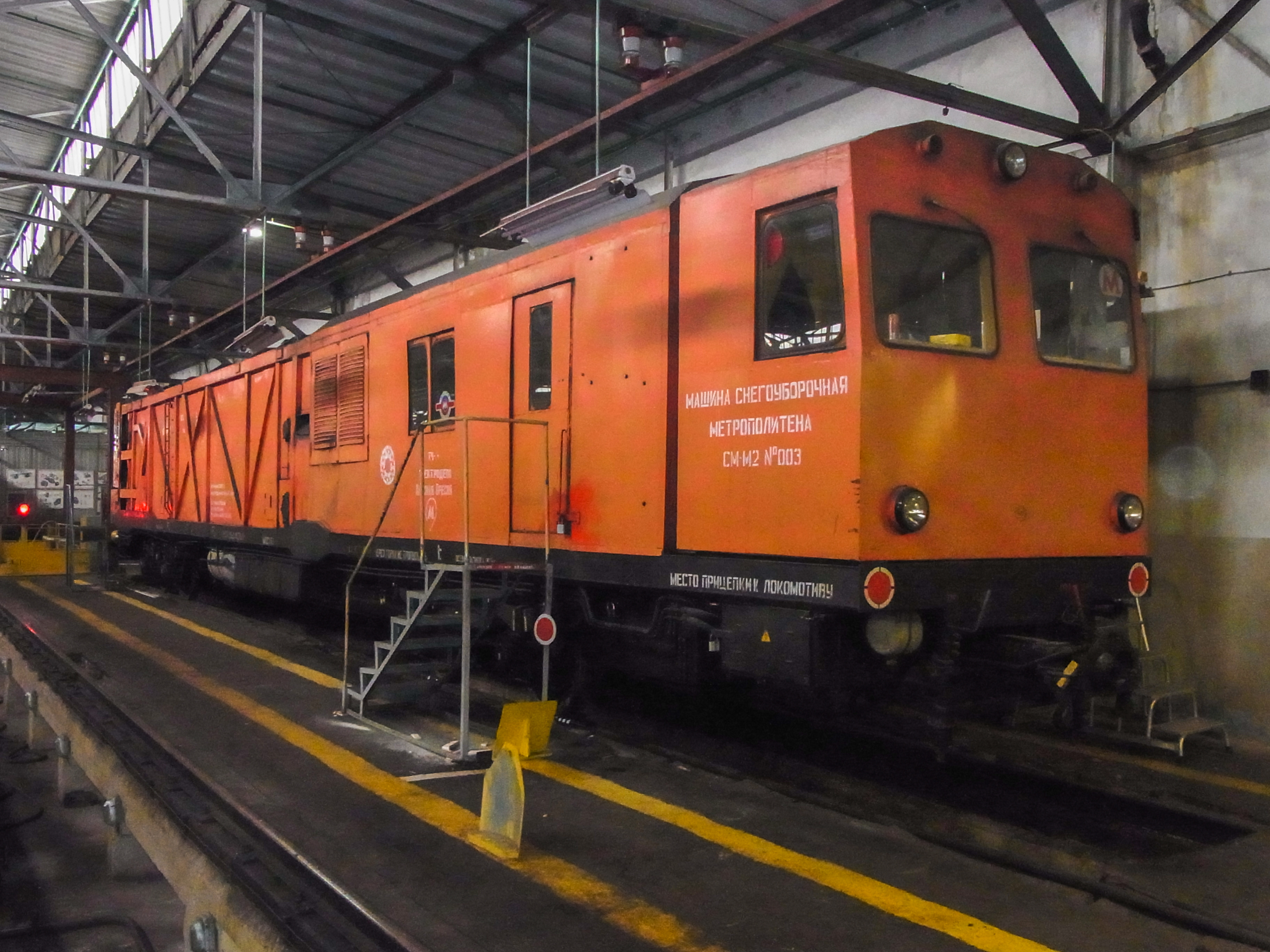
СМ-М2-003 в депо Красная Пресня

### СМ-5
СМ-5 — одновагонная самоходная машина для уборки снега в собственный кузов и последующей механизированной разгрузки. На 2020 год машина производится в России Трансмашем.

### СМ-6
Снегоуборочная самоходная машина СМ-6 предназначена для очистки от снега и засорителей станционных путей, стрелочных переводов и горловин железнодорожного пути, с погрузкой в кузов и механизированной выгрузкой в отведённых местах. Выгрузка может производиться и непосредственно при работе машины, не загружая кузов, через 2-3 пути в левую или правую стороны от оси пути.
Технические характеристики:
- производительность при плотности снега 0,44 т/м³:
  - питателя — 800 т/ч;
  - ротора — 1000 т/ч;
- высота очищаемого слоя снега — макс. 0,8 м;
- вместимость кузова — макс. 100 м³;
- грузоподъёмность — не более 23 т;
- рабочая скорость — 12 км/ч;
- транспортная скорость:
  - самоходом — 40 км/ч;
  - в составе поезда — 80 км/ч;
- мощность силовой установки — 200 кВт;
- дальность отбрасывания снега — макс. 30 м;
- ширина очищаемой полосы — макс. 5,3 м;
- заглубление рабочих органов:
  - питателя — 200 мм;
  - крыльев — 80 мм;
- масса — 76 т;
- габаритные размеры, мм:
  - длина — 25700 мм;
  - ширина — 3250 мм;
  - высота — 5270 мм.

### СМ-7
СМ-7 — трех- или четырёхвагонный несамоходный поезд с прицепным локомотивом, предназначенный для очистки путей от снега в собственные емкости и последующей механизированной разгрузки. На 2020 год машина производится в России Трансмашем (г.Энгельс, Саратовская область).

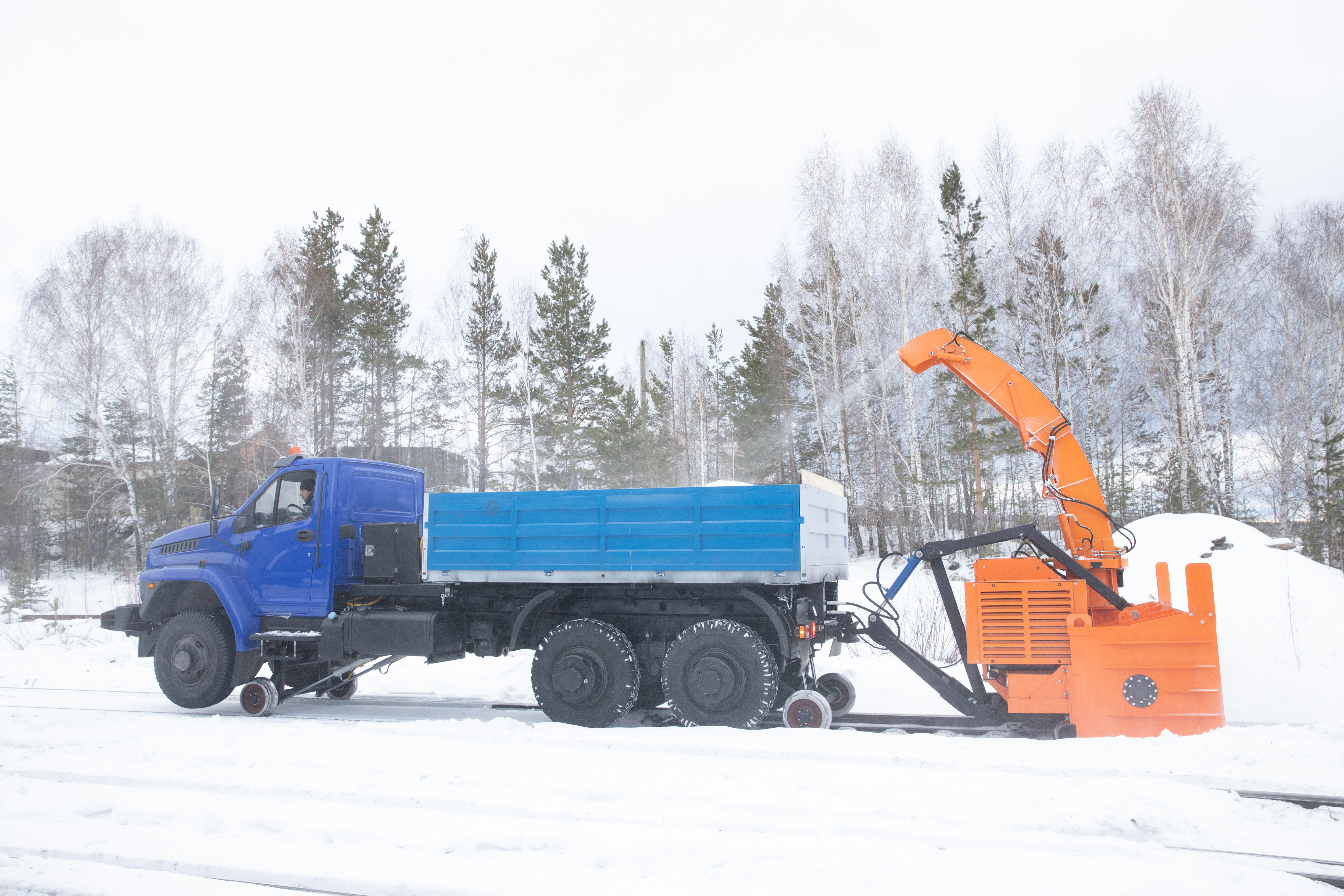
Путевая машина MART3 для очистки и вывоза снега с автономным модульным шнекороторным снегоочистителем ПТМ-2500СФ

### ПТМ-2500СФ
ПТМ-2500СФ - Модульный автономный шнекороторный снегоочиститель используется совместно с локомобилем, предназначенный для сбора и погрузки снега как в собственную емкость для последующей механизированной разгрузки так и на емкости находящиеся на соседних путях.

## Перспективы развития
Совершенствование снегоуборочных машин предполагает повышение их производительности, увеличение надёжности рабочих органов, льдоскалывающих устройств и других узлов, а также внедрение автоматического управления.

## В мире
На железных дорогах мира применяются главным образом снегоуборочные машины со шнеко-роторными рабочими органами и поперечной подачей снега (мусора). Для очистки станционных путей широко используются снегоуборочные машины на автомобильном ходу.
Норвежская фирма Overaasen выпускает роторную снегоуборочную машину с чистящими щетками и снегометом SK 250.
Технические характеристики:
- рабочая ширина — 2500 мм;
- рабочая высота — максимальная 250 мм;
- дальность отбрасывания снега — 15—18 м;
- мощность (производительность) — 800 тон/час;
- диаметр чистящей щетки — 900 мм;
- диаметр рабочего лопастного колеса — 710 мм;
- общая ширина — приблизительно 2700 мм;
- общая длина — 2300 мм;
- поворот — оворотная платформа 220°;
- вес — 2 300 кг.